# János Kamara
János Kamara (* 1. Mai 1925 in Budapest; † 3. Juli 2000 ebenda) war ein Offizier in der Volksrepublik Ungarn und zuletzt als Generalleutnant (Altábornagy) von 1974 bis 1985 Staatssekretär im Innenministerium (Belügyminisztérium) sowie zwischen 1985 und 1987 selbst Innenminister (Belügyminisztér).

## Leben

### Berufsausbildung, Eintritt in den Polizeidienst und Staatssekretär im Innenministerium

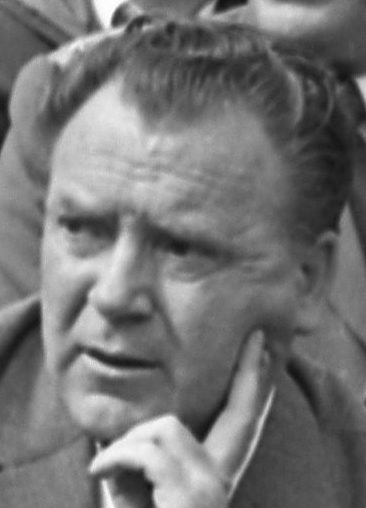
Unter dem langjährigen Innenminister András Benkei wurde Kamara 1974 Staatssekretär.

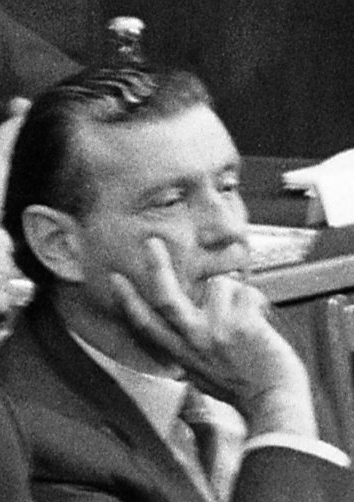
István Horváth, als dessen Nachfolger Generalleutnant Kamara am 29. März 1985 Innenminister der Volksrepublik Ungarn wurde.

János Kamara, Sohn von Izabella Oravecz, besuchte vier Klassen der Mittelschule und arbeitete nach einer Berufsausbildung als Maschinenschlosser in der Waggon- und Maschinenfabrik Ganz (Ganz és Társa-Danubius Villamossági-, Gép-, Waggon- és Hajógyár Rt). 1946 trat er als Unterleutnant (Alhadnagy) in die Ungarische Staatspolizei (Magyar Államrendőrség) ein und fand zunächst Verwendungen im V. Budapester Bezirk „Belváros-Lipótváros“. Dort wurde er 1947 zum Leutnant (Hadnagy) befördert. Nach dem Besuch eines Grundkurses der Polizei und seiner Beförderung zum 1948 Oberleutnant (Főhadnagy) war er von 1948 bis 1950 im Polizeipräsidium des Komitats Pest tätig. Nach dem Besuch eines fünfmonatigen Lehrgangs an der Parteischule der Partei der Ungarischen Werktätigen MDP (Magyar Dolgozók Pártja) absolvierte er die Operative Schule der Staatssicherheit in der Sowjetunion und war daraufhin zwischen 1952 und 1953 Dozent für Agitation und Propaganda an der Polizeiausbildungsschule des Innenministeriums. Nachdem er 1953 zum Hauptmann (Százados) befördert worden war, fungierte er zwischen 1953 und 1959 als Leiter der Abteilung Sozialer Eigentumsschutz im Innenministerium. In dieser Funktion wurde er 1954 zum Major (Őrnagy) befördert und begann zudem ein Studium an der Fakultät für Politikwissenschaften und Recht ÁJTK (Állam- és Jogtudományi Kara) der Eötvös-Loránd-Universität (ELTE), welches er 1958 mit der Promotion zum Doktor der Rechte beendete.
Kamara war von 1959 bis 1966 erster stellvertretender Chef des Polizeipräsidiums Budapest BRFK (Budapesti Rendőr-főkapitányság) sowie Leiter der dortigen Kriminalabteilung. In dieser Funktion wurde er 1960 zunächst zum Oberstleutnant (Alezredes) sowie 1965 zum Oberst (Ezredes) befördert. 1966 wechselte er wieder ins Innenministerium und war dort zunächst bis 1971 stellvertretender Leiter der Gruppe BM III/II Spionageabwehr (Kémelhárítás) sowie im Anschluss zwischen 1971 und 1974 Leiter der Gruppe Informationsverarbeitung und Aufsicht (Információfeldolgozó és Felügyeleti).
Nach seiner Beförderung zum Generalmajor (Vezérőrnagy) wurde er am 21. Juni 1974 Staatssekretär im Innenministerium und hatte diese Funktion bis zu seiner Ablösung durch Generalleutnant Jenő Földesi am 1. Mai 1985 inne. Er bekleidete damit die zweithöchste Funktion im Ministerium nach dem langjährigen Innenminister András Benkei (3. Dezember 1963 bis 24. April 1980) beziehungsweise dessen Nachfolger István Horváth. In dieser Funktion absolvierte er 1976 die Hochschule des Komitees für Staatssicherheit KGB in der Sowjetunion und wurde zudem 1979 zum Generalleutnant (Altábornagy) befördert.

### Innenminister 1985 bis 1987
Am 29. März 1985 wurde János Kamara schließlich als Nachfolger von István Horváth selbst Innenminister (Belügyminisztér) im Kabinett Lázár und bekleidete dieses Ministeramt bis zum 16. Dezember 1987, woraufhin István Horváth wiederum seine Nachfolge antrat. Im Anschluss trat er am 16. Dezember 1987 in den Ruhestand.
Während seiner Amtszeit als Innenminister, entschied das Innenministerium, dass es illegale Kongresse der Zeugen Jehovas nicht einfach ignorieren könne, und drängte die Zeugen Jehovas, die notwendigen Schritte zur Legalisierung ihrer Gemeinschaft zu unternehmen. Mitte der 1980er Jahre begann zudem die wachsende Kritik an der Regierung, die letztlich zum Niedergang des Kádár-Systems und Zusammenbruch des Kommunismus führte. Dabei befasste sich das Innenministerium und das ihm unterstellte Nationale Grenzschutzkommando auch mit der Frage der Öffnung der Grenze für ausreisewillige Regimekritiker. Hierzu reise Kamara am 18. November 1987 zu einem dreitägigen Besuch nach Österreich, wo er unter anderem Arbeitsgesprächen mit dem österreichischen Innenminister Karl Blecha über die Zusammenarbeit im Sicherheitssektor führte.

## Weblink
- Kamara János, dr. In: Historisches Archiv der Staatssicherheitsdienste (Állambiztonsági Szolgálatok Történeti Levéltára). Abgerufen am 4. März 2023 (ungarisch).